# Magnitud (uttryck)
Magnitud har en specifik betydelse inom teknik, astronomi och seismologi, se magnitud. I vardagligt språk avses ofta styrkan hos en jordbävning uppmätt med momentmagnitudskalan.
Ordet har även fått en överförd betydelse som ett begrepp för att en händelse eller ett förlopp har en enormt eller oväntat stor omfattning eller förödelse, till exempel magnituden av katastrofen för explosionerna i Beirut 2020, eller magnituden av hur många som åkte som IS-krigare.